# Epidesma obsoleta
Epidesma obsoleta är en fjärilsart som beskrevs av Hermann Burmeister 1878. Epidesma obsoleta ingår i släktet Epidesma, och familjen björnspinnare. Inga underarter finns listade.